# Jequitibá
Jequitibá là một đô thị thuộc bang Minas Gerais, Brasil. Đô thị này có diện tích 446,01 km², dân số năm 2007 là 5491 người, mật độ 11,8 người/km².